# هيرنان توريس
هيرنان توريس (بالإسبانية: Hernán Torres Oliveros)‏ هو لاعب كرة قدم كولومبي في مركز حراسة المرمى، ولد في 18 فبراير 1961 في إيباغيه في كولومبيا. لعب مع ريونيغرو أغيلاس.

## وصلات خارجية
- هيرنان توريس على موقع قاعدة بيانات كرة القدم.إي يو (الإنجليزية)
- هيرنان توريس على موقع Soccerway.com (الإنجليزية)
- هيرنان توريس على موقع عالم كرة القدم.نت (الإنجليزية)